# Rúdakí
Abú Abdulláh Dža’far Rúdakí (858 – asi 940) byl významný muslimský básník a faktický zakladatel novoperské poezie.
Rúdakí se narodil v Pandžrúdaku (v dnešním Tádžikistánu) a zemřel v Bucháře v Uzbekistánu. Již od mládí byl mistrem ve svém oboru – skládal básně, písně a byl rovněž hudebníkem. Není jasné, kdy oslepl. Odedávna koluje mnoho legend o jeho životě a tvorbě. Sámánovský panovník Amír Nasr ibn Ahmad II. ho pozval ke dvoru, kde se stal ozdobou kulturního života. Později byl však Rúdakí vyhnán a vrátil se do své vlasti.

## Dílo
Z jeho díla se zachovalo skoro dva tisíce veršů. Ve svých básních užíval již většinu základních básnických forem klasické tvorby – gazely, kasídy, robájí.

### Ukázka z díla
Žaloba na stáří (Citováno z překladu E. Štolbové)
Ó krásko, jejíž líce luně podobá se,

co ty víš o mém mládí, někdejší mé kráse!

Teď stavíš na odiv svůj mošusový vlas-

kéž vlas můj v dobách mého mládí spatřilas!

A tvář mou kdybys tehdy vidět směla!

Už přešel čas, a vlas se všecek bělá.

Já hostem býval vzácným v každém domě-

ach, vzácný host! Už jiní přišli po mně.

U krasavic jsem krásou úžas vzbouzel,

sám očarován mocí jejich kouzel.

Už minuly ty dny, kdy šťasten jsem byl stále,

radosti míval velké, zármutky jen malé.

Pro lásku něžných Turkyň častokráte

své dináry jsem utrácíval zlaté-

a jak mne měly rády krásné otrokyně!

Vždy tajně plížívaly se za noci stinné,

neb za mnou jít se bály v světle denním-

před hněvem pánů měly strach a před vězením.